# Bothriospermum zeylanicum
Bothriospermum zeylanicum är en strävbladig växtart som först beskrevs av J. Jacquin, och fick sitt nu gällande namn av George Claridge Druce. Bothriospermum zeylanicum ingår i släktet Bothriospermum och familjen strävbladiga växter. Inga underarter finns listade i Catalogue of Life.